# Opilio canestrinii
Opilio canestrinii (лат.) — вид паукообразных из семейства Phalangodidae отряда сенокосцев.
Длина тела самцов до 6 мм, самок — до 8 мм. Окрас самцов варьируется от желтовато-коричневого до красноватого, у самок он менее насыщенный. Взрослых особей можно найти с июня по декабрь.
O. canestrinii, возможно, родом из Италии, но с 1970-х годов вторгся в Центральную Европу и почти повсеместно вытеснил родственный вид Opilio parietinus. Чаще всего его находят на стенах домов.